# Feliciano Barrios Pintado
Feliciano Barrios Pintado (Madrid, 23 de abril de 1954) es un jurista e historiador del Derecho español.

## Trayectoria profesional
Reconocido especialista en Historia de la Administración Pública de la Edad Moderna, Instituciones Nobiliarias e Historia del Derecho Indiano; después de doctorarse en Derecho por la Universidad Complutense de Madrid, ejerció como profesor en esta universidad, donde fue discípulo de José Antonio Escudero López, y Director y Colegial de Honor del Colegio Mayor “Diego de Covarrubias”.
En 1986 obtiene por oposición la cátedra de Historia del Derecho y de las Instituciones de la Universidad de Castilla-La Mancha. En esta misma universidad ha sido decano, hoy honorario, de la Facultad de Ciencias Jurídicas y Sociales de Toledo.

## Cargos y distinciones
- Subdirector del Centro de Estudios Políticos y Constitucionales.
- Subdirector del Instituto Internacional de Historia del Derecho Indiano.
- Vicecomisario de la Exposición Nacional “El mundo que vivió Cervantes”, conmemorativa del IV centenario de la publicación del Quijote.
- Miembro del Consejo de Honor del Anuario de Historia del Derecho Español.
- Miembro de la Comisión de Expertos para el futuro del Valle de los Caídos.
- Comendador de la Orden de Carlos III.
- Cruz distinguida de primera clase de la Orden de San Raimundo de Peñafort.
- Comendador de la Orden de la Estrella Polar (Suecia).
- Venera de la Orden Mexicana del Águila Azteca.
- Académico Correspondiente de la Real Academia de Jurisprudencia y Legislación.
- Académico Correspondiente de la Real Academia Sevillana de Buenas Letras.
- Académico Correspondiente de la Academia Nacional de la Historia (Argentina).
- Académico Correspondiente de la Academia Chilena de la Historia.

Feliciano Barrios fue elegido Académico de Número de la Real Academia de la Historia el 13 de abril de 2007 y tomó posesión el 8 de marzo de 2009 de la medalla nº 5 de esta Real Academia. Desde 2013 es secretario académico de la institución.
Es también Académico de Número de la Real Academia Matritense de Heráldica y Genealogía y Correspondiente de la Real Academia de Jurisprudencia y Legislación y de la Real Academia Sevillana de Buenas Letras. Igualmente es Académico Correspondiente de la Nacional de la Historia de Argentina y de la Chilena de la Historia, además de Patrono del Instituto de Estudios Históricos y Hospitalarios de la Orden de Malta (Icomal).